# SŽD-Baureihe ФД
Die SŽD-Baureihe ФД (deutsche Transkription FD) waren Dampflokomotiven der Sowjetischen Eisenbahnen (SŽD) in russischer Breitspur. Sie gilt als meistgebaute Dampflokomotivbauart der SŽD vor dem Zweiten Weltkrieg und war bevorzugt im Güterzugdienst landesweit auf nichtelektrifizierten Strecken eingesetzt. Ihren Namen erhielten sie nach Felix Dserschinski.

## Vorgeschichte

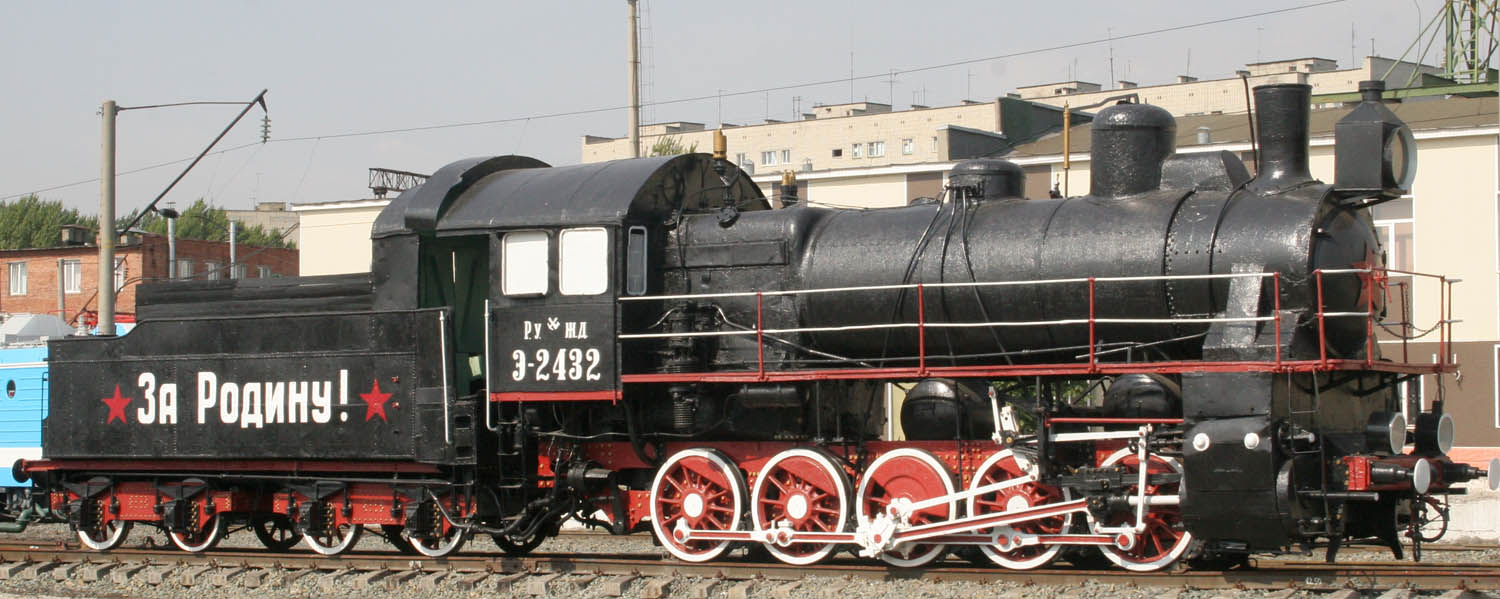
Laufachsloser Fünfkuppler Э-2432

Die Idee zur Konstruktion und Bau einer Dampflokomotive mit der Achsfolge 1’E1’ (nach der auch in Russland bzw. der Sowjetunion üblichen französischen Zählweise 1-5-1) für die russische Eisenbahn entstand schon 1915 beim Bau der Baureihe Э, um die Geschwindigkeit von Güterzügen zu erhöhen. Da damals entsprechend große Lokomotiven auf den vorhandenen Drehscheiben nicht gewendet werden konnten, musste dieses Projekt zurückgestellt werden. Stattdessen wurden für schnellere und schwerere Güterzüge eine größere Anzahl von Maschinen der Type EФ,k,c von ALCO und Baldwin beschafft.

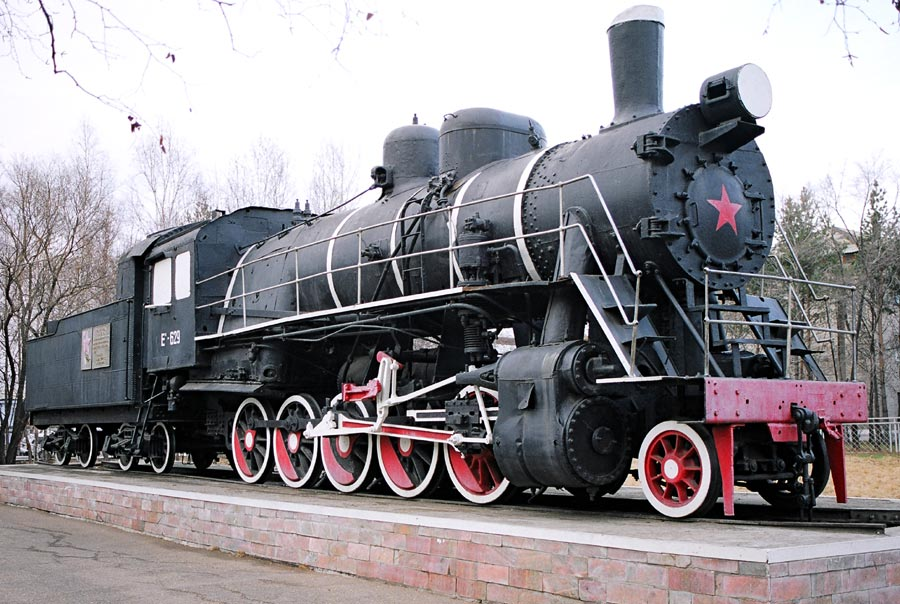
E^{Л}-629

Erst 1925 kam es zur Wiederaufnahme des Projektes 1-5-1, als auf Parteitagsbeschluss eine große Erhöhung der Beförderungsleistungen beschlossen wurde. Das führte dann zur Entwicklung der Projektgruppe 1-5-1.
Im Jahre 1930 lieferten Baldwin und ALCO zehn Versuchslokomotiven der Reihe T an die Sowjetunion, von denen viele technische Merkmale in die Konstruktion der FD einflossen, die dann ab 1931 in Serie gehen konnte. Bis 1942 kamen insgesamt 3213 Maschinen in Betrieb.

## Projektierung und Bau
Für den Bau der neuen Lokomotive wurde von folgenden Parametern ausgegangen:
- Verbrennung von minderwertiger Kohle aus dem Donezkgebiet
- Rostfläche von 7 m²
- Geschwindigkeit ca. 60 km/h
- Achslast von 20 t
- Treibraddurchmesser von 1480 mm

Die Gesamtkonstruktion und der Bau der neuen Lokomotive wurde in nur 170 Tagen vollzogen, und das mit einer großen Anzahl von Neuerungen. Das zeigte die gute Schule des sowjetischen Dampflokbaues. Am 31. Oktober 1931 wurde die neue Lokomotive zum ersten Mal der Öffentlichkeit vorgestellt. 1932 begann die Betriebserprobung, wo eindeutig die Überlegenheit der neuen Lokomotive gegenüber der bisherigen Baureihe Э dargestellt wurde. Gleichzeitig wurden Einstellarbeiten an der Dampfmaschine durchgeführt.

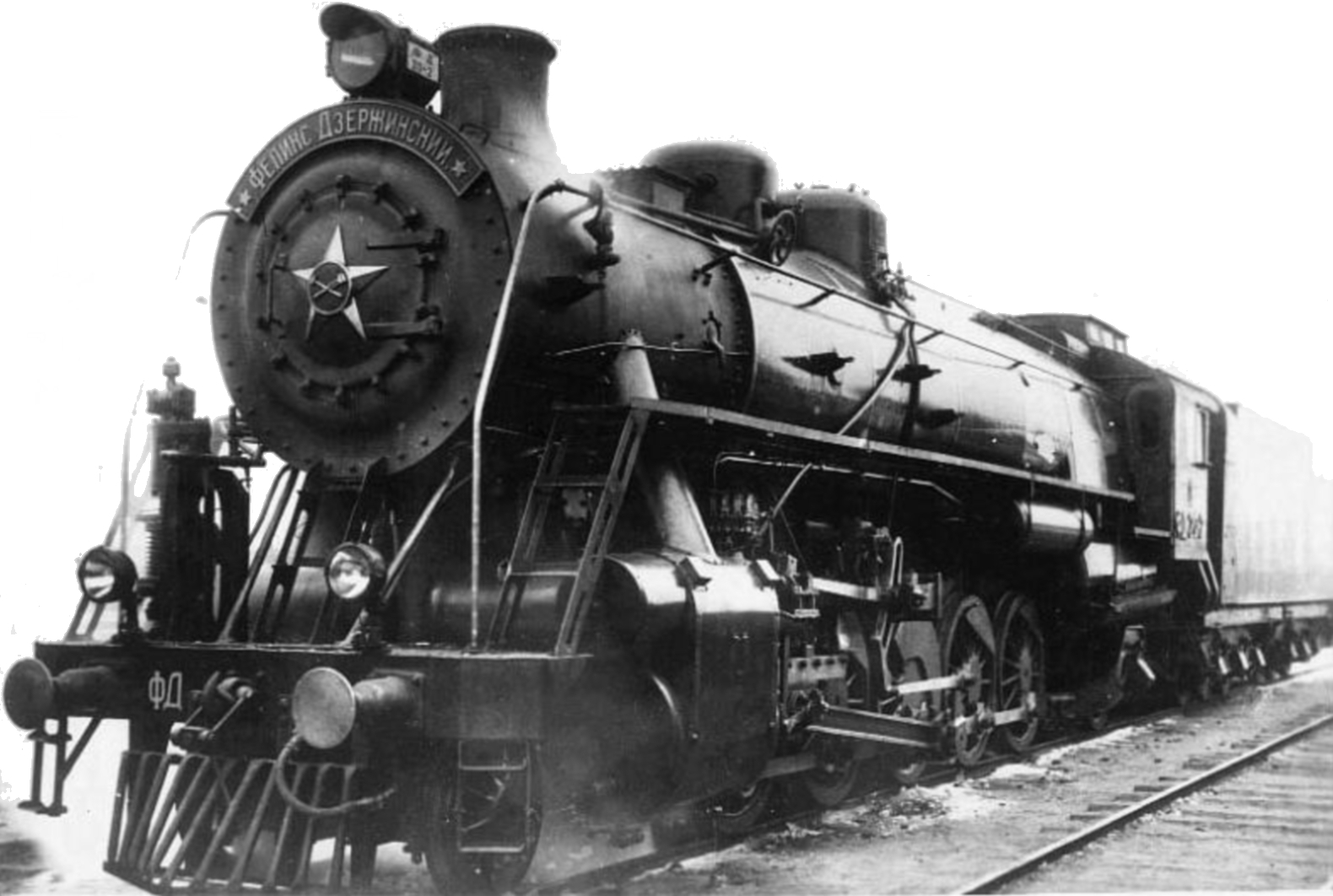
Zweite FD-Baumusterlokomotive

Im November 1932 lieferte die Lokomotivfabrik Luhansk den zweiten Prototyp, der als wichtigste Änderung mit einem Tender der neuen Reihe Typ 17 gekuppelt wurde. Mit diesem wurde eine Stokeranlage eingebaut. Damit wurde es möglich, die große Rostfläche zu beschicken und die mögliche Leistung der Lokomotive hing nicht mehr von der körperlichen Leistungsfähigkeit des Heizers ab. Zusätzlich entfiel der vor der Rauchkammer angeordnete Dampftrockner.
Schon Anfang 1933 wurde die dritte Lokomotive geliefert, die gegenüber dem Vorgänger nur wenig Änderungen aufwies. Das zeigt die gute Konstruktion der Maschine. 1933 wurden dann insgesamt 22, 1934 226, 1935 521, 1936 664, 1937 540, 1938 485, 1939 320 und 1940 145 Maschinen hergestellt.

## Technische Beschreibung

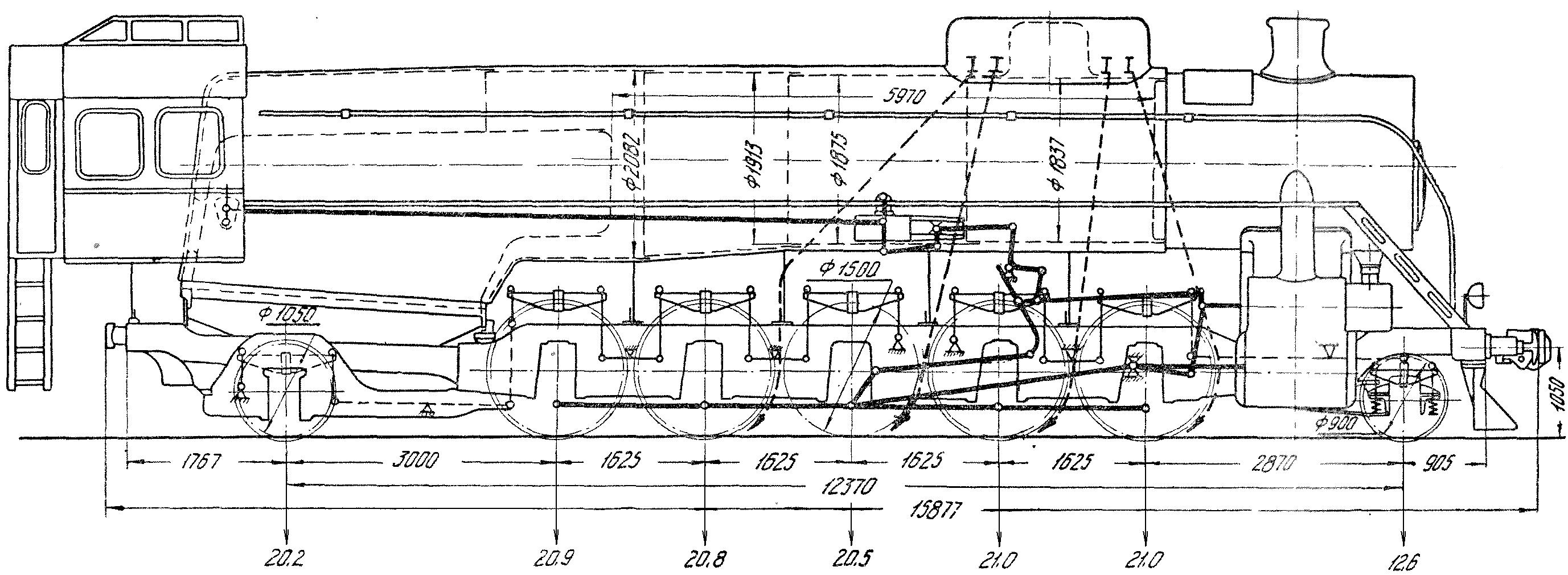
Maßskizze der FD 20

Die Dampflokomotiven der Reihe ФД sind Güterzuglokomotiven in Einrahmenbauweise der Bauart 1’E1’ h2. Das bedeutet, dass die fünf Kuppelachsen in einem gemeinsamen Rahmen gelagert sind und die Maschine zusätzlich mit einer Vorläufer- und einer Schleppachse ausgerüstet ist. Zur besseren Führung in Bögen sind die Vorlauf- und erste Kuppelachse zu einem Krauss-Helmholtz-Gestell zusammengefasst, die Schleppachse ist in einem Bisselgestell gelagert, das wegen der ungehinderten Ausbildung des Aschkastens einen Stahlguss-Außenrahmen aufweist (Delta-Schleppgestell). Obwohl die Lokomotiven nicht zu den Giganten zählten, waren sie doch eindrucksvolle Erscheinungen, die die Größe der fünf Jahre später erschienenen DR-Baureihe 45 hatten. Zum ersten Mal wurden im sowjetischen Dampflokomotivbau Barrenrahmen verwendet.
Die Lokomotive wird von einer Zweizylinderdampfmaschine mit einfacher Dampfdehnung angetrieben, für den Antrieb wird überhitzter Dampf genutzt. Der große Kessel lieferte bis 65 kg Dampf pro Quadratmeter Heizfläche in der Stunde. Er war mit einem Dampfüberhitzer ausgerüstet. Bei der Konstruktion der Dampfmaschine wurden viele Neuerungen angewandt. So bestehen die Zylinder der Dampfmaschine aus einem Gussstück. Dieses war im Rahmen befestigt und bildete gleichzeitig die Auflage der Rauchkammer. Der Kessel hatte einen Gesamtwirkungsgrad von 68 % und kam mit diesem Wert nicht an Spitzenwerte der Reihe Э mit 82 % heran. Bei der Konstruktion wurde auf die Verwendung von minderwertiger Kohle Wert gelegt, weil zu der damaligen Zeit höherwertige Kohle von der metallurgischen Industrie gebraucht wurde.
Die Dampfmaschine war als Zwillingsmaschine ausgelegt und die Baureihe brachte den Nachweis, dass bei gleicher Leistung wie bei der DR-Baureihe 45 bei entsprechender Auslegung des Triebwerks auch zwei Zylinder die großen Kräfte übertragen konnten. Das ermöglichte den Verzicht auf ein Innentriebwerk und brachte den Lokomotiven im Lauf der Betriebszeit viele Sympathien unter den Lokpersonalen und der Werkstattmitarbeitern ein. Die Zylinder waren vom Durchmesser geringfügig kleiner als bei der DR-Baureihe 43. Als Dampfsteuerung wurde die der Bauart Heusinger verwendet.
Hatten die Baumusterlokomotiven noch Speichenräder, wurden die Maschinen später mit Boxpok-Radsätzen ausgerüstet.

## ФД 21

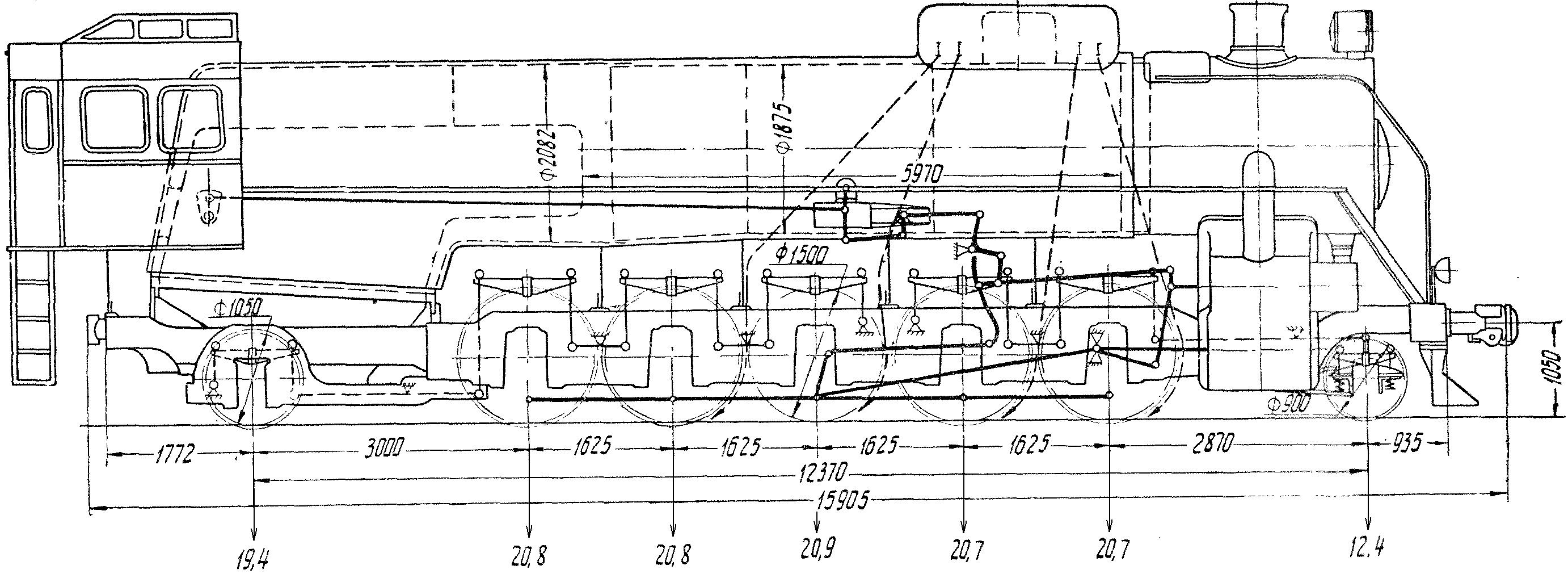
Maßskizze der FD 21

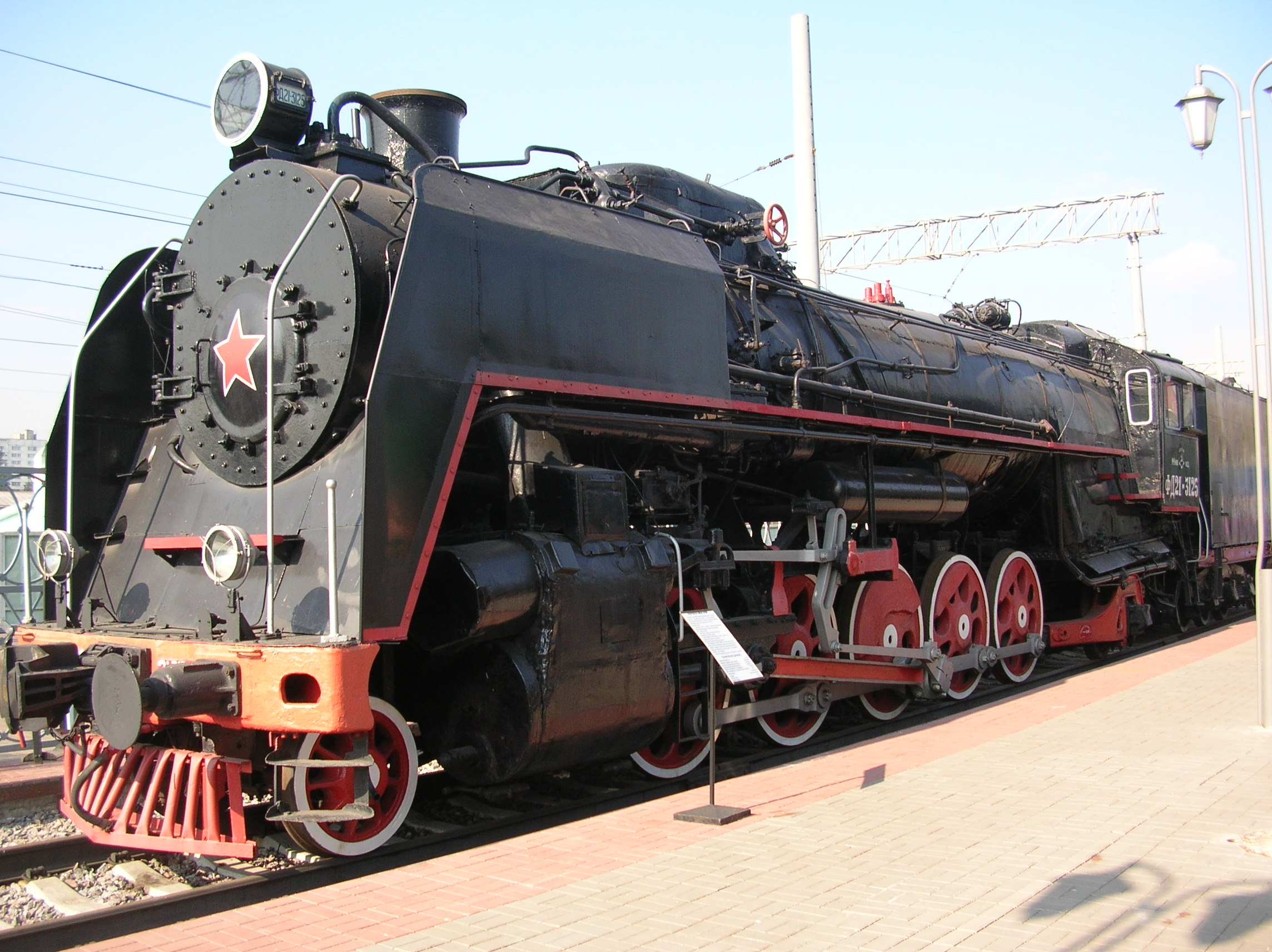
FD 21-3125

Im Jahr 1936 erschien auf Initiative vieler Lokpersonale ein neuer Dampfüberhitzer der Bauart L 40. Die Auswertung der Ergebnisse von den mit diesem Überhitzer ausgestatteten Maschinen brachte positive Rückschlüsse. Daher wurden alle ab 1940 gelieferten Maschinen mit diesem Überhitzer ausgerüstet. Zur Unterscheidung mit der bisher gefertigten Basisvariante (FD 20) trugen die mit dem Überhitzer L 40 gefertigten Maschinen die Reihenbezeichnung FD 21. Der Unterschied war, dass die Maschinen der Baureihe FD 20 einen breitrohrigen Überhitzer, die Maschinen der Reihe FD 21 einen Kleinrohrüberhitzer besaßen.
Es wurden 1940 117, 1941 202 und 1942 noch vier FD 21 hergestellt.

## Betrieb
Die Lokomotiven wurden anfangs auf der „Südeisenbahn“ Южная железная дорога eingesetzt, nach Ablauf der Garantie entwickelte sich der größte Auftrag von Dampfloklieferungen für die SŽD vor 1945. Etwa ab 1937 wurden die Lokomotiven praktisch im ganzen Land eingesetzt.
Ihre Glanzzeiten hatten die Lokomotiven in der Zeit des Großen Vaterländischen Krieges [1941–1945]. Unter den Bedingungen des Krieges wurden die Lokomotiven von den Personalen bis an die Grenze ihrer Belastbarkeit gefahren. So wird berichtet, dass die Maschinen im Uralgebirge regelmäßig Zugmassen von 4000 bis 5000 t beförderten. Die Regellast lag bei diesen Relationen um 2000 t. Diese Leistungen brachten den Maschinen einen Legendenstatus ein, der sich bis in die Gegenwart erhalten hat.
Selbstverständlich hinterließen diese extremen Belastungen auch ihre Spuren an den Maschinen und nach dem Krieg kündigte sich langsam der Traktionswandel an. Wurden nach 1945 noch Neubauampflokomotiven der Reihen Л und LW (unter dem Namen »Pobjeda«, Sieg) beschafft, wurden ab 1948 leistungsfähige Diesellokomotiven in Dienst gestellt. Waren die TE2 leistungsmäßig in etwa ebenbürtig, konnten die Lokomotiven der Reihe FD durch die TE3 dann nach und nach ersetzt werden. Ende der 1960er Jahre verloren die meisten Lokomotiven der Reihe FD ihre Inventarnummern.
Von 1958 bis 1960 wurde eine große Anzahl von Lokomotiven (unterschiedliche Meldungen geben zwischen 950 und 1057 an) an die Staatsbahn der Volksrepublik China verschenkt. Dort wurden sie auf 1435 mm umgespurt, zusätzlich wurden die Kupplungsaufnahmen entsprechend den chinesischen Normen tiefer gesetzt. Anfang der 1980er Jahre konnten noch einige Exemplare in China gesichtet werden. Ebenfalls wurden einige Lokomotiven der Reihe FD in die KVDR abgegeben.

## Weiterentwicklung

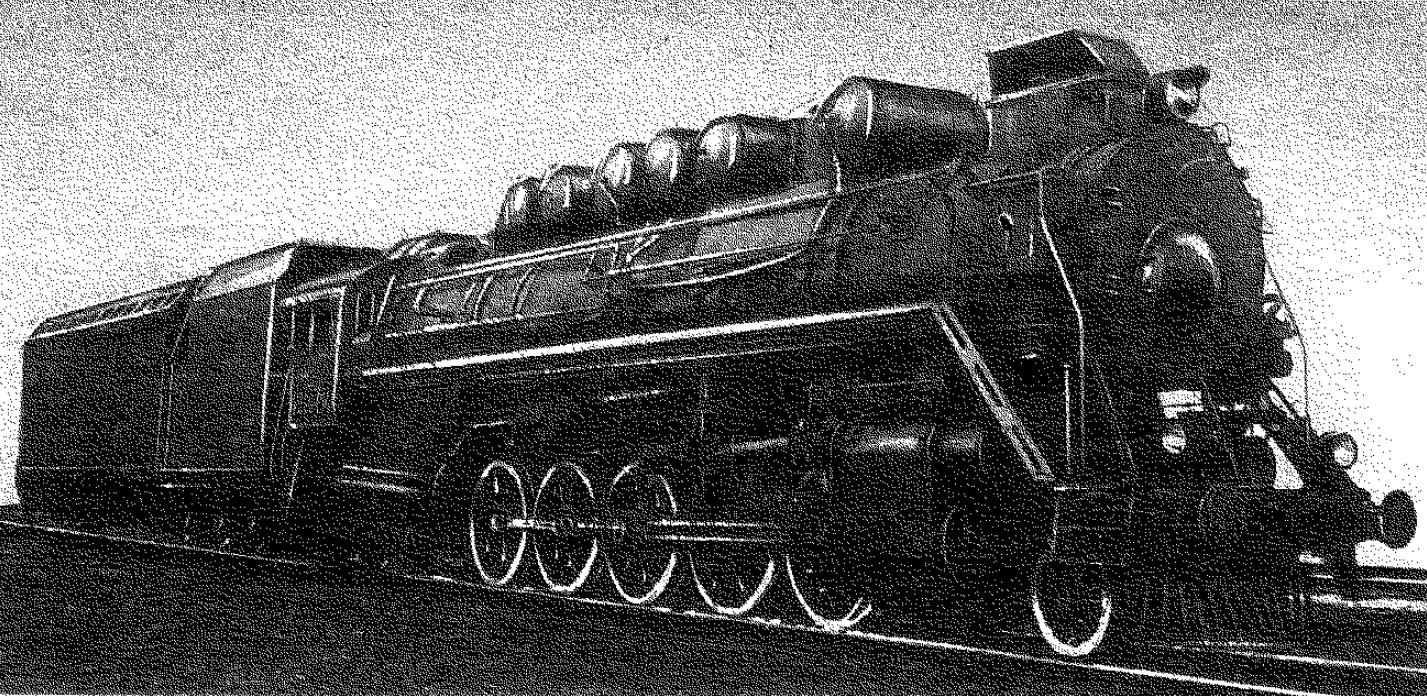
Kondenslokomotive FD^{K}

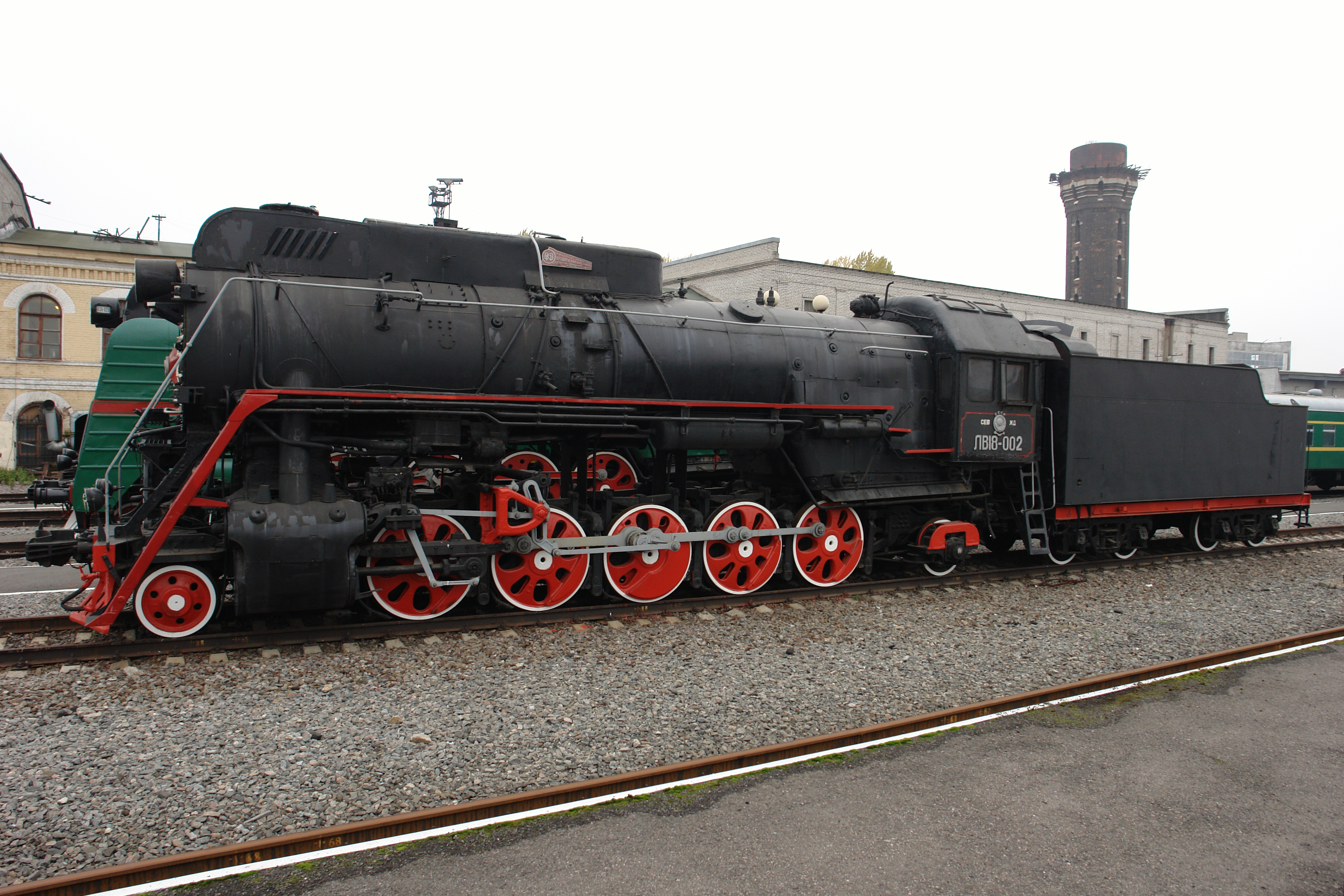
Neubaudampflokomotive ЛВ

Viele Teile der Reihe FD wurden schon 1932 beim Bau der Personenzuglokomotiven der Reihe ИС verwandt.
1939 wurden die FD 1546 und 2475 als Kondenslokomotiven ausgeführt. Die Dienstmasse erhöhte sich dadurch auf 145 t. Obwohl mit den Maschinen damit Langläufe von ca. 1200 km hätten gefahren werden konnten und eine Brennstoffersparnis von ca. 10 % erzielt wurde, unterblieben weitere Umbauten kriegsbedingt. Bei der Betriebserprobung zeigten sich einige Mängel. Es stellte sich ein außerordentlich hoher Verschleiß der Turbinenräder heraus. Auch führte die höhere Achslast zu Oberbauschäden. Die Kühlleistung war nicht ausreichend, was eine nochmaligen Vergrößerung des Tenders erfordert hätte. Aus diesem Grund wurden die Versuche abgebrochen und die Lokomotiven der Serienausführung angeglichen.
1940 gab es vielfältige Versuche bei der mechanischen Rostbeschickung. Die Kessel erhielten im Krieg mehrheitlich Stahlfeuerbüchsen, da Kupfer zu der Zeit für die Elektrifizierung verschiedener Strecken benötigt wurde. Dadurch sank zwar die Masse der Lokomotiven, die Stahlfeuerbüchsen erwiesen sich jedoch als empfindlicher gegenüber Temperaturschwankungen.
Ebenfalls 1940 entstand ein Projekt einer Dampflokomotive mit höherer Wirtschaftlichkeit, das auf Arbeiten von Sergej Petrowitsch Syromjatnikow zurückging. Nach seiner Meinung konnte die Wirtschaftlichkeit einer Dampflokomotive deutlich gesteigert werden, wenn
1. die Temperatur für das Kesselspeisewasser erhöht,
2. ein gasförmiger Luftvorwärmer eingebaut und
3. die Temperatur des überhitzten Dampfes auf ca. 450 °C erhöht wird.

Zur Erhöhung der Dampftemperatur wurde der Überhitzer vergrößert, was eine andere Raumaufteilung des Kessels mit sich brachte. Das führte zu einer Verringerung der Rohrlänge und damit zu einer Reduzierung der geförderten Menge Dampf.
Kriegsbedingt konnte das Projekt nicht in die Praxis umgesetzt werden. Erst 1952 konnte mit der FD 21-3128 eine erste Lokomotive gebaut werden. Sie wurde etwas schwerer (145 t) als die Serienmaschinen. Die Maschine wurde 1953 um Luhansk erprobt. Obwohl eine Brennstoffersparnis zwischen 7 und 18 % nachgewiesen werden konnte, wurde das Projekt aufgrund des Traktionswandels nicht weitergeführt. Mit der Einstellung des Dampflokomotivbaues wurden die Versuche abgebrochen und die Lokomotive ausgemustert.
1943 wurde die Achslast von 85 Lokomotiven durch die Umrüstung auf zweiachsige Schleppgestelle auf 18 t gesenkt. Die betreffenden Lokomotiven erhielten die Reihenbezeichnung ФДP18. Durch den Streckenausbau nach 1945 wurde dieser Umbau überflüssig und die Fahrzeuge wurden wieder in die Serienausführung zurückgebaut.
Von 1948 bis 1951 wurden mit einigen Lokomotiven Versuche mit Kohlenstaubfeuerung unternommen, die aber keine Alternative darstellte. Ebenso erfolglos blieben die Versuche mit einer Erhöhung des Kesseldruckes um 1 bar sowie der Wasservorwärmung im Tender.

## Weiterentwicklungen in Russland und der Sowjetunion
Es entstanden ab 1945 auf Grundlage der Konstruktion der FD die Dampflokomotiven der Reihen Л und ЛВ. Beide hatten jedoch nur eine Achslast von 18 Tonnen. Der ursprüngliche Plan war es, 3000 Exemplare der Baureihe LW zu bauen, um die älteren FD komplett abzulösen. Aus diesem Grund entwickelte man eine größere und leistungsfähigerere Version der Reihe LW mit 21 Tonnen Achslast, die ОР21. Infolge des Strukturwandels in Form von Diesellokomotiven wurden allerdings nur noch drei Exemplare der OP21 und 522 Maschinen des Typs LW hergestellt. Mit der ЛB-0522 wurde 1956 die Herstellung von Dampflokomotiven in der Sowjetunion beendet. Darüber hinaus standen der Sowjetunion nach 1945 auch noch über deutsche 2000 Kriegslokomotiven der Baureihe 52 zur Verfügung, die zu großen Teilen umgespurt wurden und denen aufgrund von Reparationsleistungen bis 1955 noch 700 weitere folgten. Nach dem Zweiten Weltkrieg stellte die Sowjetunion aus vorhandenen Teilen auch noch eigene Lokomotiven dieser Baureihe her. Auch von der deutschen Baureihe 42 waren etwa 92 Maschinen übernommen worden, die ebenfalls eine Achslast von 18 Tonnen hatte. Hinzu kamen etwa 42 Maschinen der Baureihe 50. Von der kleineren L wurden bis 1955 noch rund 4200 Maschinen gebaut, was sie zur meistgebauten Dampflokomotive der UdSSR machte.

## Einsatz und Weiterentwicklung in China

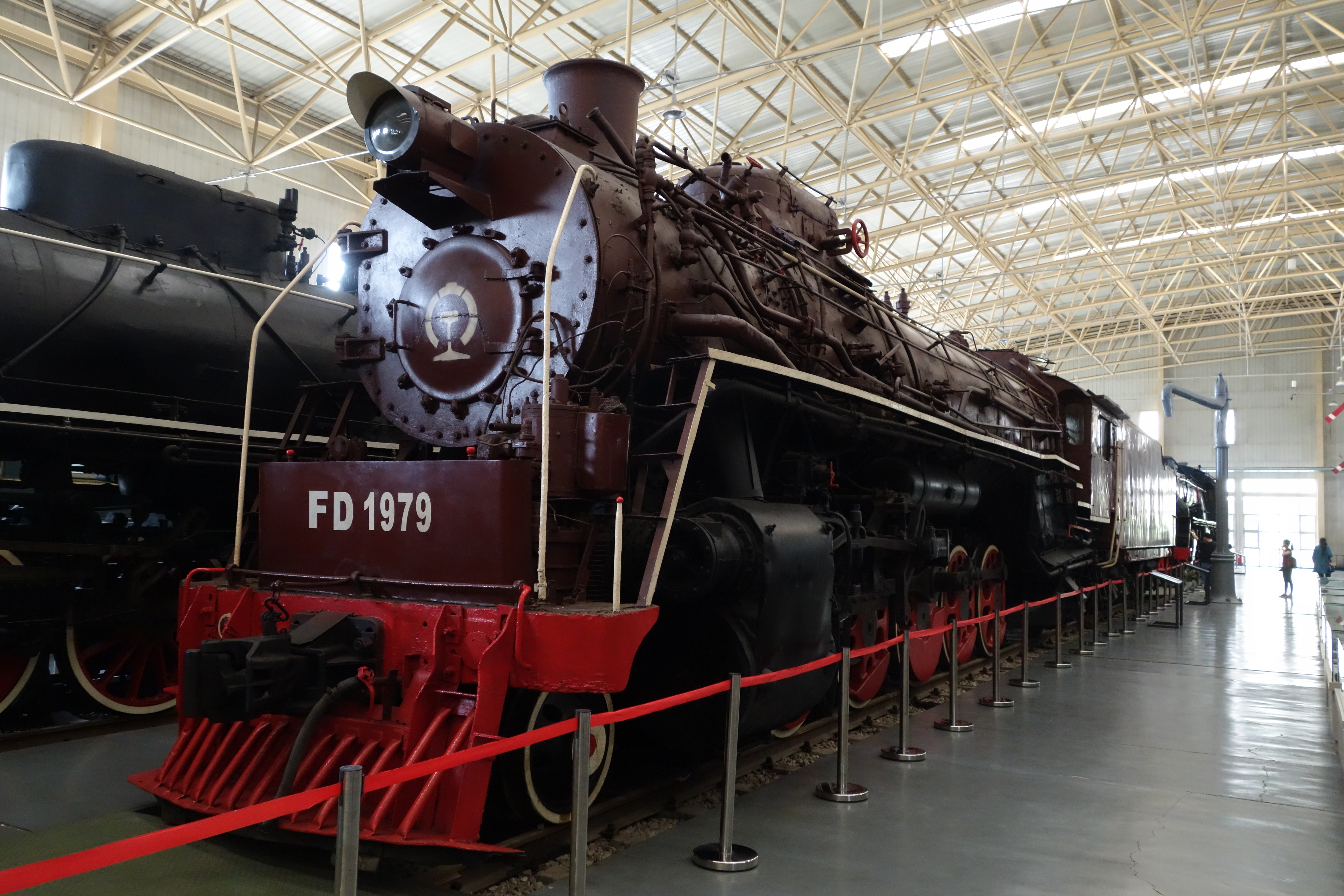
FD im Eisenbahnmuseum von Peking

Auf Basis der FD und ihrer Weiterentwicklung LW entstand in China 1956 die Baureihe QJ. Schon Ende der 50er Jahre wurden in der UdSSR viele Lokomotiven der Reihe FD entbehrlich, so dass 1054 Maschinen von 1958 bis 1960 nach China verkauft wurden, da es Probleme mit der QJ-Produktion gab. Die chinesischen Dampflokomotivfabriken waren zu dem Zeitpunkt mit der Produktion der beiden Mikado-Baureihen JF und JS und den beiden Pazifik-Baureihen RM und SL6 ausgelastet. Trotzdem wurden leistungsfähigerere Dampflokomotiven benötigt. Die Stationierung begann 1958 in Changchun. Bis zur Serienlieferung der Baureihe QJ in den 60er Jahren waren die Lokomotiven der Baureihe FD die größten Dampflokomotiven Chinas und landesweit im schweren Güterzugdienst auf den Hauptstrecken vorherrschend. Bis Anfang der 80er Jahre teilten sie sich dieses Einsatzgebiet mit den Lokomotiven der Baureihe QJ. Dann begann die Baureihe QJ die Oberhand zu gewinnen, da die Produktion bis 1988 andauerte. Insgesamt wurden 4714 Exemplare geliefert. Bis Mitte der 80er Jahre waren Lokomotiven der Baureihe FD im chinesischen Staatsbahnnetz eingesetzt. Die letzten Maschinen im Planeinsatz wurden im Oktober 1985 ausgemustert. Die Lokomotiven wurden nach ihrem Verkauf an China auf Regelspur (1435 mm) umgespurt und an die chinesischen Normen angepasst. Mit 85 km/h waren sie etwas schneller als die Nachfolgebauart QJ, deren Höchstgeschwindigkeit nur 80 km/h betrug. Allerdings waren die Lokomotiven dieser Reihe mit einer Leistung von 3500 PS deutlich leistungsfähiger als die FD, die nur 3100 PS erreichten. Ursprünglich wurde die Baureihe QJ als HP und die Baureihe FD als FX bezeichnet. Beide bekamen ihre neuen Bezeichnungen im Jahr 1971. Etwa 1100 Lokomotiven der Baureihe QJ erhielten ähnliche sechsachsige Tender wie die FD, die allerdings statt 45 m³ Wasser 50 m³ fassten.

## Verbleib
Viele Fahrzeuge sind erhalten geblieben: vier Lokomotiven gelten als betriebsfähig, elf Maschinen befinden sich in Museen (darunter eine im Russischen Eisenbahnmuseum in St. Petersburg) und weitere 14 sind als Denkmal erhalten geblieben. Auch in China sind drei Lokomotiven erhalten geblieben. Die FD 1979 steht im Eisenbahnmuseum Peking.  

## Filme
- Stars der Schiene, Folge 45, Baureihe QJ